# Peter Volk
Peter Volk (* 10. November 1937; † 11. April 2016) war ein deutscher Kunsthistoriker.
Er wurde 1964 an der Universität Frankfurt promoviert und war danach zunächst am Kunstgewerbemuseum in Köln angestellt. Von 1971 bis zu seiner Pensionierung 2002 war er als Fachreferent für Skulptur und Malerei ab 1550 sowie für Miniaturen am Bayerischen Nationalmuseum in München tätig. Dort wurde er 1984 Stellvertreter des Generaldirektors und 1990 zum Landeskonservator ernannt.
Sein Spezialgebiet war die Plastik vom Rokoko bis zum Klassizismus.
Verheiratet war er mit der Kunsthistorikerin Brigitte Volk-Knüttel, ihre Tochter ist die Klassische Philologin Katharina Volk (* 1969).

## Veröffentlichungen (Auswahl)
- Guillielmus de Grof (1776–1742). Studien zur Plastik am Kurbayrischen Hof im 18. Jahrhundert. Dissertation, Frankfurt am Main 1966.
- Rokokoplastik. Hirmer, München 1981.
- Johann Baptist Straub. Hirmer, München 1984, ISBN 3-7774-3650-X.
- mit Christiane Volk und Eva Maria Koch: Naturwissenschaftliches Weltbild und mittelalterliche Symbolwelt. 2 Teile. In: Cesra-Säule. [Wissenschaftliche und therapeutische Mitteilungen der Julius Redel Cesra-Arzneimittelfabrik Baden-Baden]. Band 57, 1990, S. 9–16, und Band 58, 1991, S. 1–6.
- Ignaz Günther. Vollendung des Rokoko. Friedrich Pustet, Regensburg 1991, ISBN 3-7917-1304-3.